# Repliconi autonomi
I repliconi autonomi sono molecole di DNA che vengono replicate dall'apparato metabolico della cellula che li ospita ma non fanno parte del genoma standard di quella specie.
I repliconi autonomi ben caratterizzati sono batterici e si dividono in:
- episomi, che possono essere integrati fisicamente nel DNA batterico (come l'RF di Escherichia coli);
- plasmidi, che mantengono sempre la loro individualità, sono coinvolti in moltissimi casi di resistenza agli antibiotici e nella produzione di enzimi di restrizione e sono usatissimi nelle tecnologie del DNA ricombinante.